# Masłowice, West Pomeranian Voivodeship
Masłowice ([maswɔˈvit͡sɛ]; là một ngôi làng thuộc khu hành chính của Gmina Postomino, thuộc hạt Sławno, West Pomeranian Voivodeship, ở phía tây bắc Ba Lan. Nó nằm khoảng 8 kilômét (5 mi) phía tây Postomino, 13 km (8 mi) phía bắc Sławno và 178 km (111 mi) về phía đông bắc của thủ đô khu vực Szczecin.
Làng có dân số 165. Sẽ sớm giảm xuống khoảng 90 sau khi một số dân làng được mời làm việc vào cuối tháng 5 năm 2013 cách xa ngôi làng.